# マオ 誰も知らなかった毛沢東
『マオ 誰も知らなかった毛沢東』（原題：Mao: The Unknown Story）は、ユン・チアン、ジョン・ハリデイ夫妻が2005-2006年に、世界各国でほぼ同時に刊行した毛沢東の伝記。日本語版（土屋京子訳）は、講談社で刊行。毛沢東の暗部を暴いた書として、当時の日本の嫌中ブームに乗って大ヒットし、現代中国の事情に疎い日本のマスコミ関係者やネット右翼ではもてはやされたが、後述の通り矢吹晋のような専門家からは史書の誤読や偽史を含んでいると見なされている。

## 概要
世界25ヶ国で出版され、欧米でも長くベストセラーの1位となり、日本語版も同年11月に出されて以来17万部を超える売上げを示した。なお訳者は前著『ワイルド・スワン』も担当している。
著者夫婦は、「同書の取材執筆は『ワイルド・スワン』以後10年以上の歳月をかけて行われ、冷戦時代は困難だったロシアとアルバニア所蔵の公文書、毛沢東と接触した数百人もの中国国内外の人々へのインタビュー、関係各地の調査により新たな毛沢東像を描き出した。」と主張しているが、矢吹は「十年を費やし関係者を多数インタビューしたというが、中国で取材を受けた人物の中には、取材の事実を否定した者さえある。」と言い、著者夫婦の主張を疑っている。
なお、同書に付された脚注・参考文献リストが長大なものとなったことから、版元の講談社では（本来は訳書の巻末につける）脚注・文献リストを割愛し、特設サイトからPDF形式でダウンロードする形式を採用している。
著者は来日時のインタビュー（『週刊朝日』2005年10月26日号掲載）で、『ワイルド・スワン』と同様に中国大陸（中華人民共和国）での出版の可能性は「まったくない」と述べた。これは同国に出版、表現の自由がないことを踏まえたものである。

## 内容
毛沢東の出生から死に至るまで当時の社会情勢と共に描いたノンフィクションである。毛について「青年時代に国民党に入党し、共産党に入ってからは卑劣な手を使って党を乗っ取り、アヘンを密売し、長征では軍を壊滅状態に追いやり、抗日戦争にはほとんど参加しようとせず、中国を征服すると7000万人を死に追いやった、自己中心的な良心のない人間だった」と記している。また、随所に従来の通説と異なる主張（「孫文の妻、宋慶齢は共産党のスパイだった」「張作霖爆殺事件はソ連の謀略によるものだった」など）を展開している。
チアンとハリデイは、毛沢東の権力の座に至るまでの理想主義的な説明や彼の支配へのありふれた主張を受け入れていない。彼らは毛が幼少期から権力に対する憧れを抱き、自身の個人的な友人を含めて多くの政敵を抹殺したと主張している。1920年代と1930年代の間は、彼らの主張によれば毛はスターリンの支援なしでは党における影響力を得ることが出来なかった上、長征における毛沢東の決定はエドガー・スノーの『中国の赤い星』に表されているような（それらの書の影響もあり）革命の神話が出来て来たが、英雄的で巧妙なものではない。また蔣介石の息子蔣経国はモスクワで人質になっていたため、蔣介石は故意に共産党軍を追詰めて毛たちを捕えようとはしなかった。
江西、延安のような第二次国共合作と国共内戦の間共産主義者に支配された地域は、恐怖による支配であり、アヘンによる収入に依存していた。彼らの主張によれば、毛は日本軍との戦いに率先して臨むことをせず、単に張国燾のような党内の対抗勢力を除くために軍隊数千人を犠牲にした。農家に生まれた毛沢東は1949年に権力の座に就いたが、農民たちの福祉にほとんど関心を示さなかった。農業の余剰分を産業支援と反対派への脅しに使うとした毛の決定は、大躍進政策の結果としての大量殺人的な飢饉をもたらした。飢饉は中国国内の穀物不足が明らかになった時にすら穀物輸出が継続されたため、より過酷なものとなった（中華人民共和国大飢饉）。

### 瀘定橋の横断
チアンとハリデイは革命の神話に反し、長征中の「瀘定橋の戦い」は実際には存在せず、「英雄的な」横断の話は単なるプロパガンダだったと主張している。チアンは目撃者（Li Xiu-zhen）を見つけ、その女性は彼女が戦いを見なかったこと、そして橋が燃えていなかったことをチアンに話した。その上、彼女は戦いが激しかったという共産党の主張にもかかわらず先鋒全員が戦いで生き残ったと語っている。チアンは共産党が到着する前に橋の守備隊が退去したことを示す中国国民党の戦闘計画とコミュニケも引用している。
中国の外でさえ、いくつかの英雄的な作品がそれ程は英雄的要素を持たないまでも、そのような戦いを描いている。ハリソン・ソールズベリーの The Long March: The Untold Story とシャーロット・サリスベリーの Long March Diary は瀘定橋の戦いに言及するが、それらは間接的な情報に頼ったものである。しかしながら、その事件に関して別の情報源には不一致がある。中国の女性ジャーナリストSun Shuyunは当局の説明が誇張されたことについて同意している。彼女は事件を目撃した地元の鍛冶屋にインタビューすると、「[共産党軍に対抗する部隊]が兵隊が近付くのを見るとパニックを起して逃げた。その時には彼らの将校は彼らを長い間捨てておいていた状態だった。実際に大した戦闘があった訳ではない。」との話を聞いた。成都の公文書はこの主張をさらに裏付けた。
2005年10月、ジ・エイジ紙はチアンの言う地元の目撃者を見つけることができなかったと報じた。その上、The Sydney Morning Herald はチアンの主張と相反する話をする、事件当時は15歳で85歳になった目撃者 Li Guixiuを見つけた。その者によると、戦いがあった。「戦いは夕方始まった。共産党軍側では多くのものが殺された。国民党軍はチェーンを熔かそうと反対側にある橋の一部となっている建物を狙って発砲し、チェーンの1つが切られた。その後、共産党軍は渡るために7日7晩かかった」
元米国の国家安全保障問題担当大統領補佐官ズビグネフ・ブレジンスキーはスタンフォード大学における演説で、自身が鄧小平と会話した時のエピソードに言及した。ブレジンスキーによれば、鄧は「ええ、それは我々のプロパガンダに用いられた方法です。我々は我々の軍隊の闘争心を表現することが必要でした。実際、それは非常に簡単な作戦でした」と述べたという。

### 共産主義者の「スリーパー」
本書は、中国国民党の著名な党員に中国共産党の「スリーパー」として密かに働いた人物がいたとしており、その1人が胡宗南という国民革命軍の上級将軍であったとしている。台湾に居住していた胡の遺族は、この記述に異議を唱え、台湾で発行を予定していた出版社に対し法的措置も辞さないと抗議した結果、出版社は本の発行を断念した。また、張治中もスパイだとしたが、矢吹晋はこれを否定している。

### 毛沢東政権下の犠牲者数
本書は毛について、「毛沢東――世界人口の四分の一を占める中国人民を数十年にわたって絶対的に支配し、二〇世紀指導者の誰よりも多い七〇〇〇万有余人という数の国民を平時において死に追いやった人物」としている。 チアンとハイデイは「毛が核兵器による超大国化を達成するためなら中国人民の半分が死ぬことも求めていた」と主張している。この時代の犠牲者の数の推定は様々だがチアンとハイデイの推定は最も大きなものの一つである。イギリスの現代中国研究者のスチュアート・シュラムは、その本の論評の中で「その正確な数字は博識な作家によって4千万人から7千万人の間と推定された」と指摘した。中国統計年鑑2017年版で示された人口減と、当時の中国の年間新生児出生の三倍を合計すると7000万人を超えるのは事実であり、楊継縄もこれを支持している。
中国の学者は、大躍進政策による飢饉のために数千万の犠牲者が出たことには同意しているが、死者数はほのめかされている。チアンとハリデイは、この期間は7千万人の犠牲者全体のおよそ半分を出したと主張している。BBCのアジア駐在のジャーナリストで伝記作家フィリップ・ショートが2000年に出した著書＜Philip．Short　Mao-A Life＞ では2千万から3千万人の死者数が最も信用できるとしているが、中国共産党第十一期中央委員会第三回全体会議は「文革時の死者40万人、被害者1億人」と推計しただけで死者数の公表を避けた。
チアンとハイデイの数字は、3767万人であり、スチュアート・シュラムはこの見解を「多分最も正確」と信じていると述べている。2005年に世界におけるデモサイドの更新された数字を発表したR. J. ランメル教授はチアンとハイデイの推定が最も正確であると信じ、それに基づいて毛の支配地域についての数値を修正したと述べている。

## 反響
『マオ――誰も知らなかった毛沢東』は英国売上高が6か月で単独で60,000部に及んで、ベストセラーになった。研究者と解説者からの反響は、多大な賞賛から厳しい批判に渡っている。
台湾では、国民党が共産党に負けたのは国民党幹部にスパイが多く含まれていたからと論じたことから遺族・関係者が抗議、2006年4月19日に出版予定だったが発売中止になった。
日本でも反響は大きく、『マオ』は多くの雑誌・新聞の書評でも取り上げられると共に（下記リンク:9を参照）、天児慧（早稲田大学教授）・国分良成（慶應義塾大学教授）などの現代中国政治研究者からも高い評価が寄せられた。一方でアンドリュー・ネイサン（米・コロンビア大学教授）や、矢吹晋（横浜市立大学名誉教授）などの中国研究者からは『マオ』が発掘してきた「新事実」の論拠の弱さや、著者が漢籍や中国史、史料を誤読している疑いや、毛沢東評価の方法などその内容に対して批判が加えられている（下記リンクの7．8を参照）。

### 賞賛
サイモン・セバーグ・モンテフィオーリはタイムズで品格、所業そして犠牲者の数において最も忌々しい20世紀の専制君主を描いたとしてチアンとハリデイの業績として本を誉め称えた。これは中国の赤い皇帝であった最大の怪物に関する初めての濃密で政治的な伝記である。
ニューヨーク・タイムズにおいてニコラス・クリストフはこの本を「権威ある」（後の研究に寄与する）ものとして認めた。クリストフは、現在まで書かれたいずれの作品よりも毛沢東が「破滅的な統治者」であったことを証明していると述べている。彼の言葉によれば毛沢東の「冷酷さ」は「この驚異的な本に見事に納められている」。
グウィン・ダイアーは本が毛沢東の犯罪と失敗を容赦せず、先例のない詳しさで描いていることを称賛し、最終的にアレクサンドル・ソルジェニーツィンの『収容所群島』がソビエト連邦内に与えた影響と同様のものを中国国内に与えると信じていると述べた。
ロンドン・スクール・オブ・エコノミクスの国際関係学部教授であるマイケル・ヤフダも英国紙ガーディアンで支持を表した。彼は「マオの嵐のような人生のほとんどすべてのエピソードに関する新しくて網羅的な見識」をもたらす「素晴らしい本」であり、「素晴らしい仕事」と表した。
カリフォルニア大学のリチャード・ボーム教授は「この本は毛沢東と中国共産党の成長を示すためにこれまでの中で最も完璧に調査され、総合的な研究がまとめられたもので大変重く受取られねばならない。」と述べている。「毛沢東支配下の中国史の全てを求めるには不十分で、微妙な部分を解説できる足場でもない」にもかかわらず、ボームはなおも「この本は現代の中国史のあり方を永久に変える可能性が大変高い」と信じた。
スチュアート・シュラムは、『マオ――誰も知らなかった毛沢東』の特定の面を批判しながらもチアンとハリデイの本は「毛沢東と歴史上の彼の立場を私たちが理解する為に価値ある貢献」だったとThe China Quarterly において主張した。
当時プリンストン大学の現代中国文学教授であったペリー・リンクは週刊の文学評論誌 The Times Literary Supplement で本を称賛し、この本が西側で持ちうる影響を強調した。
知られていない毛沢東の素顔を明らかにしようとしたチアンとハリデイの熱意のある部分は、単純でだまされやすい西側の人々にはっきりと向けられている。数十年にわたり、西側の知的で政治的なエリートたちは毛沢東と彼の後継者が中国人とその文化を象徴するものであり、その統治する者たちに対して敬意を示すことがその統治の下にある者に敬意を示すことと同じであると思い込んでいた。ユン・チアンとジョンハリデイの本を読む者は誰でもこの特別な思い込みに対して免疫性を持つであろう。もし、この本の売上げがワイルド・スワンの1,200万部の半分にでも達するなら、恥ずかしく、且つ危険な西側の考え方に終焉をもたらし得る。

### 批判
チアンとハリデイの本は何人かの学識経験者から強く批判されている。一般に毛沢東が「怪物」であったと著者に同意しながらも、他にも批判がある中、中国の現代史と政治を専門とする何人かの学者はチアンとハリデイの結論のいくつかについて事実としての正確さを疑い、証拠の選別的な利用を指摘し、彼らの客観性に異議を唱えた。
コロンビア大学のアンドリュー・ネーサン教授はイギリスの書評雑誌London Review of Booksにおいて本の広範囲にわたる論評を発表した。彼はいくつかの点で本を賛辞しながら、それは例えば「毛沢東の妻子の苦しみに特別な洞察がある」ことを指摘し、その分野へ実際の貢献があると認めた。ネーサンの論評は大体が否定的であった。彼は「彼らの発見の多くは確認不可能なソースからのものであり、他は公然とした推論あるいは状況証拠に基づき、いくつかは事実ではない」と指摘した。ネーサンは、その中国指導者に対するチアンとハイデイ自身の怒りが彼らに「もっともらしい、しかし賞賛できない毛沢東」あるいは「風刺画としての毛沢東」を描かせ、「単純な非難のための人物描写」を求めて中国現代史の複雑な説明を避けたとの考えを示した。同様にイェール大学のジョナサン・スペンス教授は New York Review of Books において著者の唯一の関心が毛沢東の卑劣さにあったことが「彼らの話が持てたかもしれない力の多く」を損ねたと主張した。
シドニー工科大学の現代中国研究を行っているデビッド S. G. グッドマン教授は The Pacific Review でチアンとハイデイの本の激しく批判的な論評を書いた。彼は、『ダ・ヴィンチ・コード』の陰謀の筋立てを例えとして、『マオ 誰も知らなかった毛沢東』には真実を明らかにしないことを選んだ研究者と学者の陰謀があったことを示唆した。グッドマンは『ダ・ヴィンチ・コード』の中の事実は『マオ 誰も知らなかった毛沢東』の中で見つかる事実と同じくらい信頼できると主張した。グッドマンは、書き方が「極端に論争的」であり、その本は「強い話術」は「証拠と議論の代わり」であるとする「作り話の形」とも考えられるとも主張した。グッドマンはかれらの関心が毛沢東を中傷することだったことが彼らに客観的な歴史と伝記ではなく「悪霊論」を書かせたと非難し、チアンとハリデイの彼ら特有の結論のいくつかと同じように、その方法論と情報源の利用について大いに批判的だった。
コロンビア大学のトマス・バーンスタイン教授はこの本を評して「現代の中国の分野に対する大きな災厄」としている。その理由は「学問が毛沢東の評判を徹底的に落とす作業に利用された。その結果、前後関係からの引用、事実の歪曲、及び毛沢東を複雑で矛盾し、かつ多面的な指導者にした多くの事柄の省略はどれも同じくらい量が多い」。
The China Journal の2006年1月号に『マオ 誰も知らなかった毛沢東』の詳細な調査が発表された。その編集者は毛沢東の人生を4つの時代に分け、その様々な時代に関する学者にチアンとハリデイの本の関連する部分を確認させる作業を行わせ、同時に全体的な仕事の評価を行った。カーディフ大学のグレゴール・ベントン教授とオックスフォード大学のスティーブ・ツァンはこの本が「多数の瑕疵ある断定」をなした「悪い歴史かつ、より悪い伝記」であると主張した。
チアンとハリデイは「容赦なく悪い面を強調した毛沢東を作り上げるために情報源を読み誤り、それらを選別して利用し、前後関係からそれらを利用し、あるいはそれらを部分のみ、あるいは歪曲させた。」彼らは特定の間違いと問題のある情報源の使い方のいくつかを検討し、この本が「毛沢東あるいは20世紀の中国についての我々の理解に信頼できる貢献との意味をもたない」と結論した。ブリティッシュコロンビア大学のティモシー・チークは彼の調査において「チアンとハリデイの本は歴史的な分析に裏付けされて認められた歴史ではなく」、むしろそれは「テレビのホーム・ドラマの楽しい中国版のように読める」と主張した。チークはそれが「邪魔をして、西洋の主要な商業メディアは、この本が単なる歴史ではなく素晴らしい歴史と結論することができる」ことに気付いた。
日本においても、21世紀中国総研事務局・ディレクターの矢吹晋が以下のように酷評した。
- 漢籍や中国史に知識がある人が見ればすぐに分かるような誤りが多すぎる。このような本を（ネット右翼の嫌中ブームに迎合して）大新聞や大学教授がもちあげるのは嘆かわしい。
- 林彪夫人葉群と総参謀長黄永勝の情事については、無論史実ではなく、中国大陸のエロ本の丸写しである。
- 著者は毛沢東が『荘子』至楽篇の故事（道家の荘子が妻の死を祝ったのを知った儒家の恵子との哲学問答）を引いて「生と死の弁証法」を話した内容を誤解しており、毛沢東を｢人の死を喜ぶサディスト｣だと決めつけているのはいただけない。
- 国民党の張治中将軍が共産党のスパイであったとする新説は根拠がまったくなく成り立たない。
- 富田事件（江蘇省でおきたリンチ殺人事件）が起きた江蘇ソビエトの死者を七〇万人とするのは、人口減と死者数を錯覚した初歩的なミスである。
- 毛沢東に権力闘争に敗れモスクワで客死した王明の証言『王明回想録』を鵜吞みにしている。王明はスターリンの子分だったので、中ソ対立の時期には王明の主張を鵜呑みにした毛沢東批判は山程あり、この本もいわゆるスターリニストの毛沢東批判書の域を出ていない。

と本書の矛盾点を列挙している

#### 批判に対する著者の回答
2005年12月、『オブザーバー』紙は、この本に対する一般的な批判に関してのチアンとハイデイからの短い声明を掲載した。
研究者たちの毛沢東に関する意見と引用した中国史は、私達が毛沢東の伝記を書いている間、私達がよく承知していた世間では広く受け入れられていた見識を表している。10年の調査を通して私達は私達自身の結論と事件の解釈に達した。
また、両著者はロンドン・レビュー・オブ・ブックスへの手紙でアンドリュー・ネーサンの論評に答えている。

## 日本での取材執筆協力者
日本での取材執筆協力者には宮本顕治や不破哲三などの日本共産党関係者や複数の現代中国研究者がいる。

## 書籍

### 日本語版
- ユン・チアン、ジョン・ハリデイ共著／土屋京子訳　
  - 『マオ　誰も知らなかった毛沢東』（上・下）、講談社、2005年11月。ISBN 4-06-206846-X／ISBN 4-06-213201-X
  - 『真説 毛沢東　誰も知らなかった実像』（上・下）、講談社+α文庫、2016年6月。ISBN 4-06-281658-X／ISBN 4-06-281660-1

### 原著
- Jung Chang, Jon Halliday, Mao: The Unknown Story, hardcover, Random House. （June 02, 2005） ISBN 0-224-07126-2
- Jung Chang, Jon Halliday, Mao: The Unknown Story, hardcover, Knopf, London: Jonathan Cape. （October 18, 2005） ISBN 0-679-42271-4